# Plac Franciszka Smolki w Bielsku-Białej
Plac Franciszka Smolki – plac w centrum Bielska-Białej (w administracyjnej dzielnicy Śródmieście Bielsko) u zbiegu ulic Wzgórze, Barlickiego, Cechowej i Stojałowskiego, historyczny Dolny Rynek (Niederring) – rynek Dolnego Przedmieścia.
Historia Dolnego Rynku sięga schyłku średniowiecza gdy zaczęło rozwijać się dolne (północno-wschodnie) przedmieście Bielska. W końcu XVIII wieku rejon ten stał się kolebką bielskiego przemysłu. Na przełomie XIX i XX wieku zabudowa placu, noszącego wówczas nazwę Giełdowego (Börsenplatz), uległa wielkim przekształceniom – stopniowo zlikwidowano wszystkie obiekty przemysłowe i wyburzono budynki z I połowy XIX wieku, których miejsce zajęły nowe kamienice w stylu secesji i historyzmu. Ostatnią dużą zmianą w wyglądzie placu Smolki (nazwa ta zaczęła funkcjonować po 1918) była w 1973 budowa mostu łączącego go z ulicą Stojałowskiego, w wyniku czego wyburzeniu uległa zabudowa ulicy Nad Ścieżką zamykająca plac od wschodu.

## Układ i płyta
Plac ma kształt nieregularnego czworoboku o powierzchni 1500 m². Z narożnika północno-zachodniego wybiega ulica Norberta Barlickiego, południowo-wschodniego – Wzgórze, a północno-wschodniego – Cechowa. Wschodnia część placu przechodzi w ul. Stanisława Stojałowskiego (niegdyś była zamknięta zabudową wybiegającej z narożnika południowo-wschodniego ulicy Nad Ścieżką).
Większą część placu zajmują jezdnie o wymiarach 1x3: jedna wzdłuż pierzei południowej (łącząca ulicę Wzgórze ze Stojałowskiego), druga wzdłuż pierzei północnej (ul. Barlickiego). Obszar wzdłuż pierzei północnej zajmuje parking i niewielka strefa piesza.

## Historia

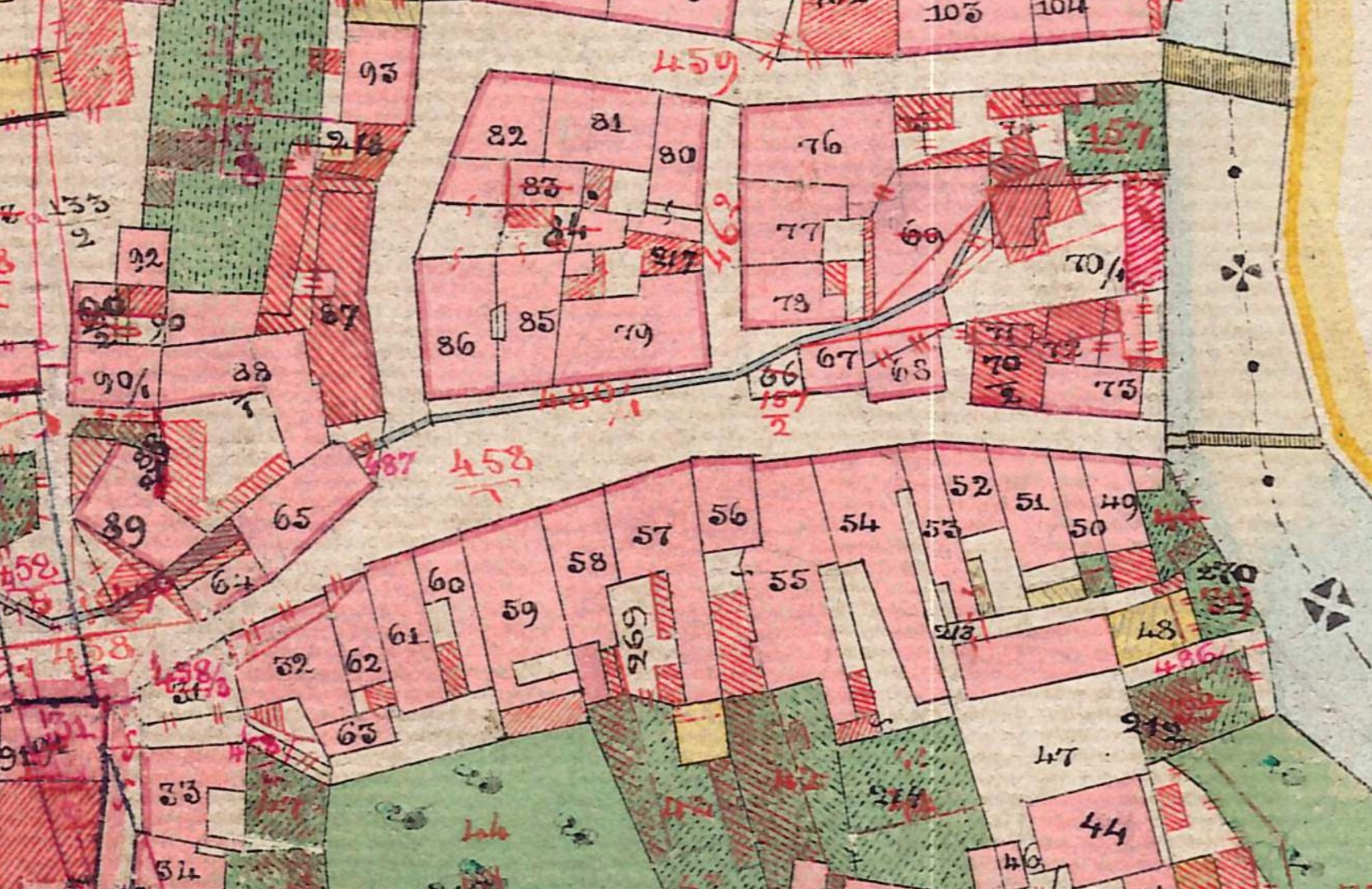
Plac i najbliższa okolica na mapie katastralnej Bielska z 1836 z ręcznie naniesionymi zmianami do około 1885 roku

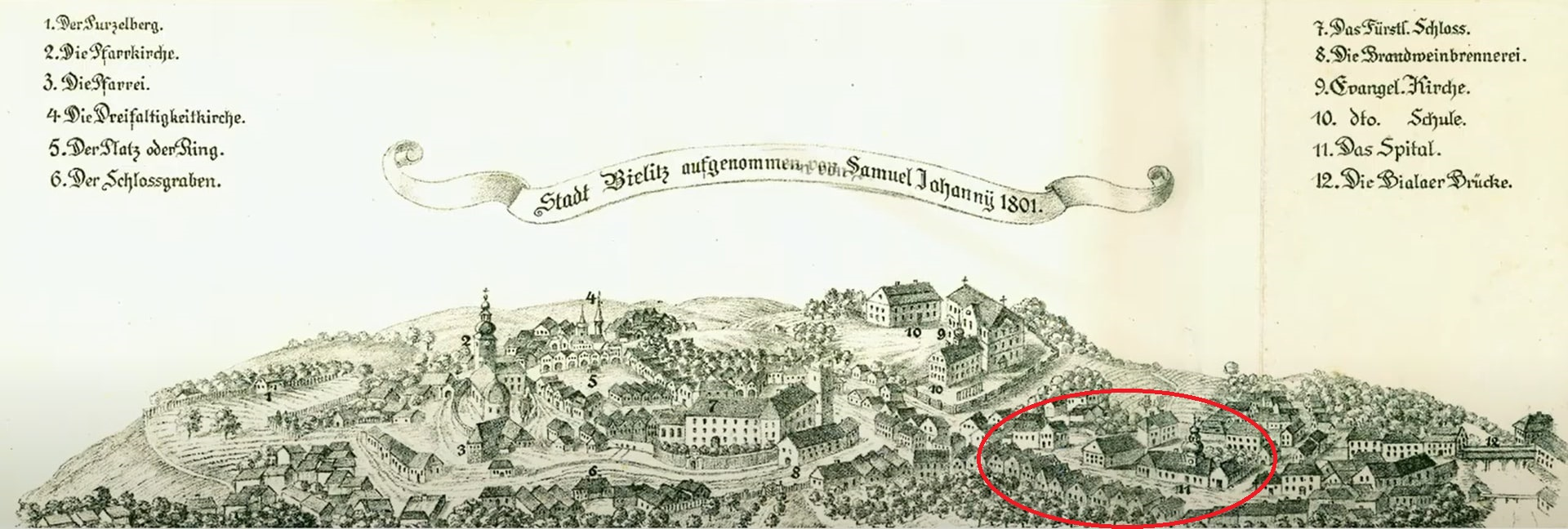
Dolny Rynek zaznaczony na drzeworycie przedstawiającym widok Bielska w 1801. Widoczny szpital i kościół św. Anny

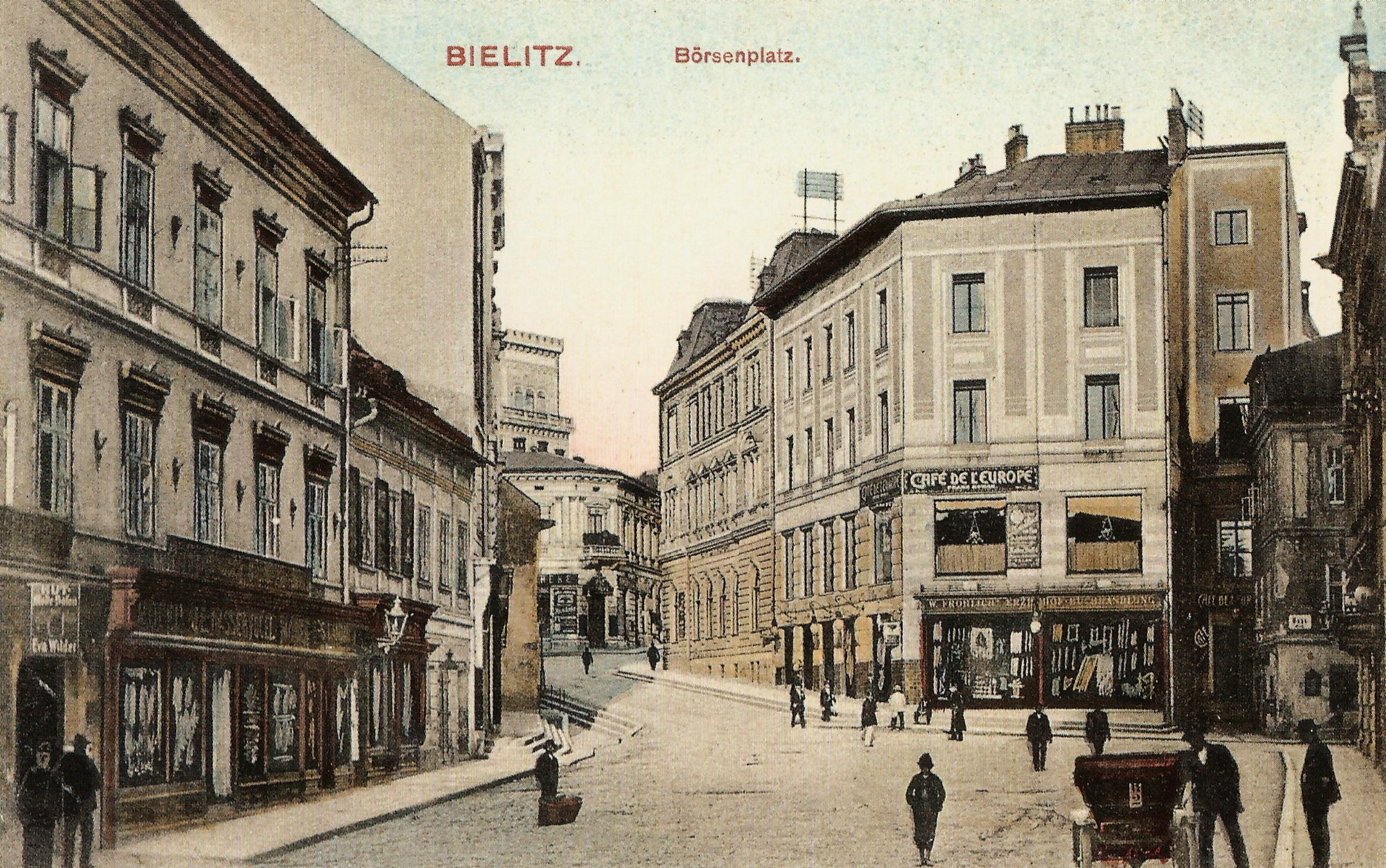
Plac Giełdowy w 1906, po prawej kamienica projektu Fabianiego

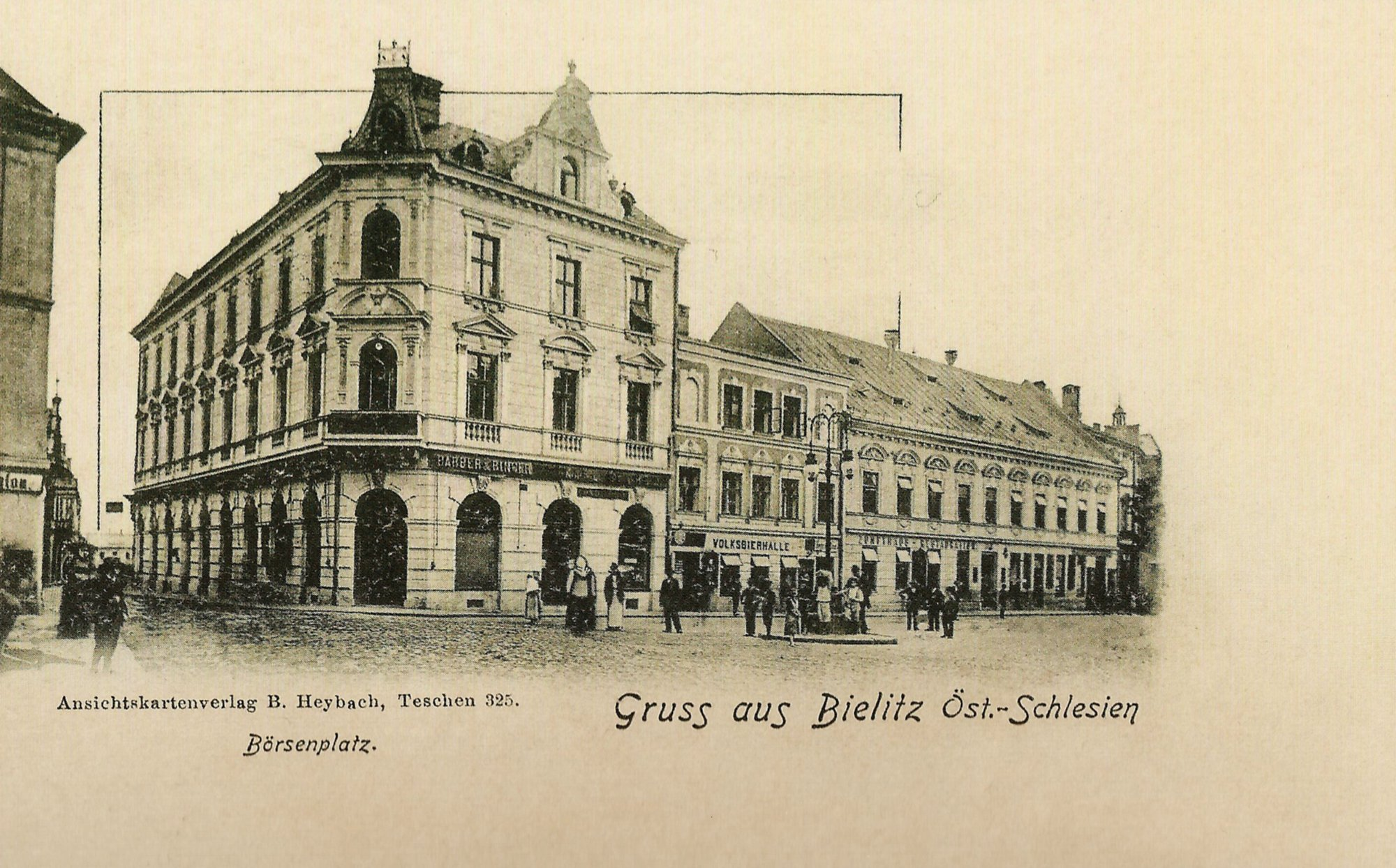
Pierzeja północna w 1903. Na pierwszym planie narożna kamienica nr 1. Dalej nieistniejące: stara kamienica Fröhlichów i dom cechowy sukienników.

Plac Franciszka Smolki to historyczny Dolny Rynek (Niederring) – główny plac Dolnego Przedmieścia. Karol Promnitz władający państwem bielskim w latach 1572–1582 ufundował tu szpital i przytułek wraz z drewnianym kościółkiem św. Anny. Istniały one do wielkiego pożaru miasta w czerwcu 1808. W ich miejscu stanął w 1814 dom cechowy sukienników przeniesiony z rynku staromiejskiego.
Ze względu na położenie nad rzeką Białą, u zbiegu dwóch młynówek – Nipru i Młynówki Zamkowej (Niper płynął północną stroną placu) – rejon Dolnego Rynku stał się kolebką bielskiego przemysłu. Najstarszą manufakturą była założona w 1720 w zachodniej części placu farbiarnia Johanna Christopha Ditziusa. W pierzei północnej, po obu stronach dzisiejszej ulicy Barlickiego, działały dwie farbiarnie: Johanna Gottlieba Fritsche (zał. 1777) oraz Friedricha Patzera (zał. 1818). Farbiarnia powstała też we wschodnim skrzydle domu cechowego. W pierzei południowej znajdowały się dwie fabryki sukna: Wilhelma Häuslera z 1823 oraz Samuela Panetha z 1832. W bezpośrednim sąsiedztwie placu działały również: folusz książęcy na tyłach wschodniej pierzei oraz graniczące z farbiarnią Ditziusa: farbiarnia Friedricha Patzera (zał. 1818), zakład postrzygarski Karla Häuslera (zał. 1821) i przędzalnia Karla Friedricha Zipsera (zał. 1833). W sumie w 1836 istniało tu dziewięć zakładów przemysłowych.
Plac był gospodarczym centrum miasta nie tylko ze względu na lokalizację licznych zakładów przemysłowych, ale też dlatego, że pełnił rolę giełdy, na której kupcy, majstrowie i fabrykanci zawierali transakcje handlowe. Stąd też wzięła się funkcjonująca od 1890 nazwa Börsenplatz (plac Giełdowy).
Wraz ze wzrostem produkcji przemysłowej i powstawaniu wielkich zakładów coraz dalej od centrum w II połowy XIX wieku, pozbawione możliwości dalszego rozwoju fabryki w ścisłym centrum zaczęły być stopniowo likwidowane. Niper i Młynówka Zamkowa zostały skanalizowane. Przełom XIX i XX wieku to czas olbrzymich zmian w zabudowie placu. Miejsce starych, głównie jednopiętrowych, zabudowań z początku stulecia zajęły nowe, secesyjne i neostylowe, wielkomiejskie kamienice.
Najstarszym zachowanym do dziś obiektem jest kamienica Halentów (nr 5), na której tyłach do lat 70. XIX wieku znajdował się fabryka Häuslera. W miejscu farbiarni Fritschego zamkniętej w 1854 wybudowano w 1890 neorenesansową kamienicę Ludwiga Sachsa (nr 1). Zabudowania dawnej farbiarni Ditziusa zastąpiła w 1900 secesyjna kamienica zbudowana według projektu Maxa Fabianiego dla Kasy Oszczędności Miasta Bielska (jej główna siedziba stanęła po sąsiedzku przy ulicy Wzgórze na miejscu przędzalni Zipsera). Budynek znany jako przede wszystkim jako siedziba „Café de l'Europe” prowadzonej przez Karla Mikscha (Allegri) był w pierwszych latach swojego istnienia przedmiotem ostrej krytyki z uwagi na swoją formę architektoniczną. W latach 1909–1910 nawiązał do niej kompozycyjnie kompleks mieszkalno-biurowy zbudowany według projektu Hansa Mayra i Theodora Mayera (zgodnie z numeracją: Barlickiego 3), którego integralną częścią jest pasaż noszący dziś nazwę ulica Przechód (pierwotnie Sparkassedurchgang, Pasaż Kasy Oszczędności). W 1905 pod nr 7 powstała secesyjna pięciopiętrowa kamienica Alfreda Schmidta projektu Ernsta Lindnera i Theodora Schreiera, a kilka lat później pod podobny rozmiarami budynek o cechach wczesnomodernistycznych rozebrano kamienicę Malwiny Mänhardt (nr 6). W 1911 pod nr 4 zbudowano nową, również secesyjną projektu Ernsta Lindnera, kamienicę Kurta Jankowskiego. Jako ostatnie przestały istnieć: w 1912 kamienica Fröhlichów (nr 2), prowadzących na parterze „Piwiarnię Ludową” (Volksbierhalle), oraz w 1914 dom cechowy sukienników (nr 3). W obu przypadkach na miejscu wyburzonych obiektów wzniesiono wysokie kamienice o cechach secesyjnych i wczesnomodernistycznych.
Ostatnią poważną zmianą w wyglądzie placu – nazwanego po 1918 imieniem galicyjskiego polityka Franciszka Smolki (w czasie II wojny światowej na krótko powrócono do nazwy Niederring) – była w 1973 budowa mostu przez rzekę Białą łączącego plac z ulicą Koniewa (dziś Stojałowskiego). Dla tego celu zlikwidowano wybiegającą z południowo-wschodniego narożnika ul. Nad Ścieżkę i wyburzono – zamykającą plac Smolki od wschodu – zabudowę jej północnej pierzei, w tym kamienicę, gdzie w latach 1870–1939 znajdowała się ortodoksyjna synagoga towarzystwa Newe Szalom.

## Zabudowa

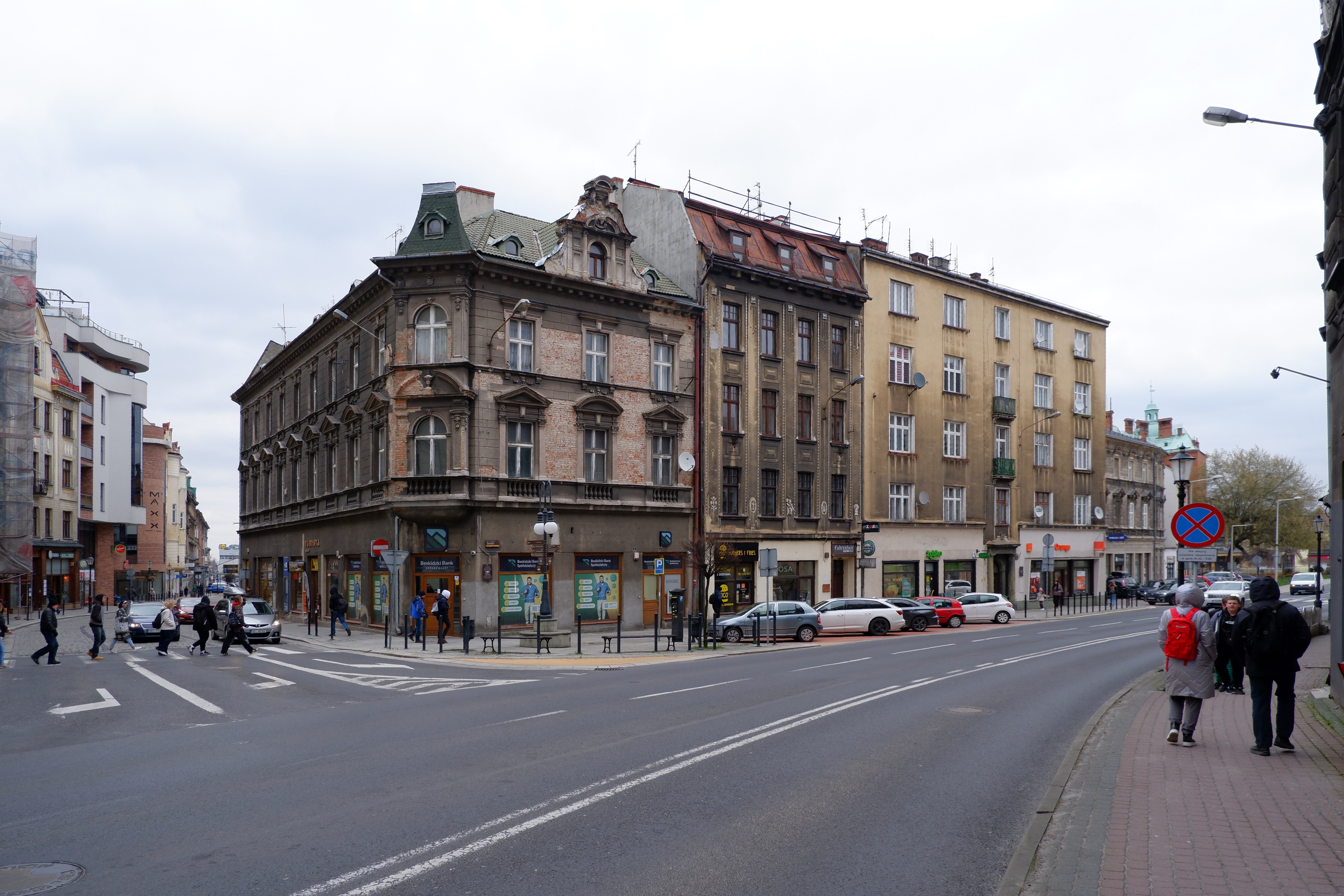
Pierzeja północna (budynki nr 1–3)

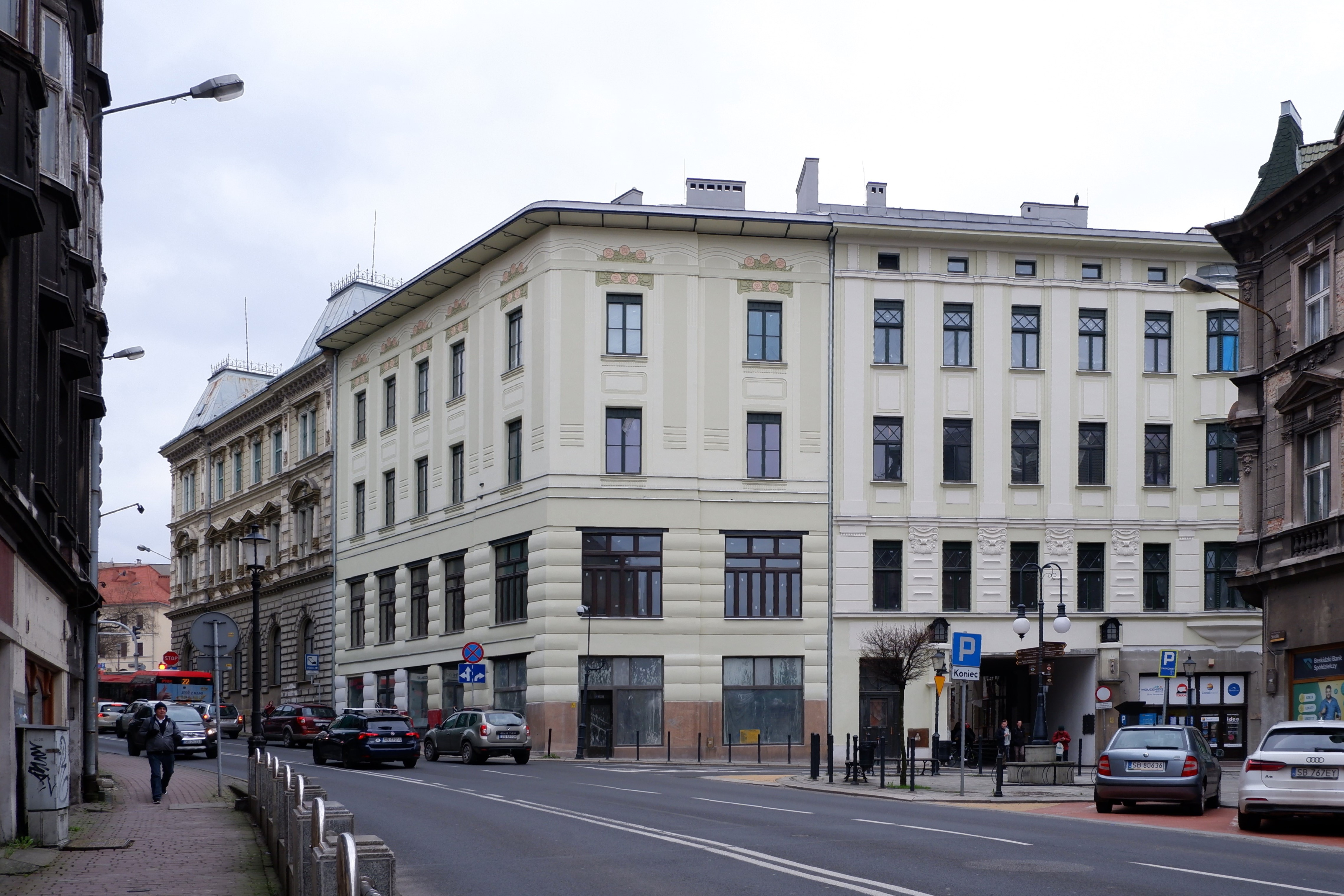
Barlickiego 1–3

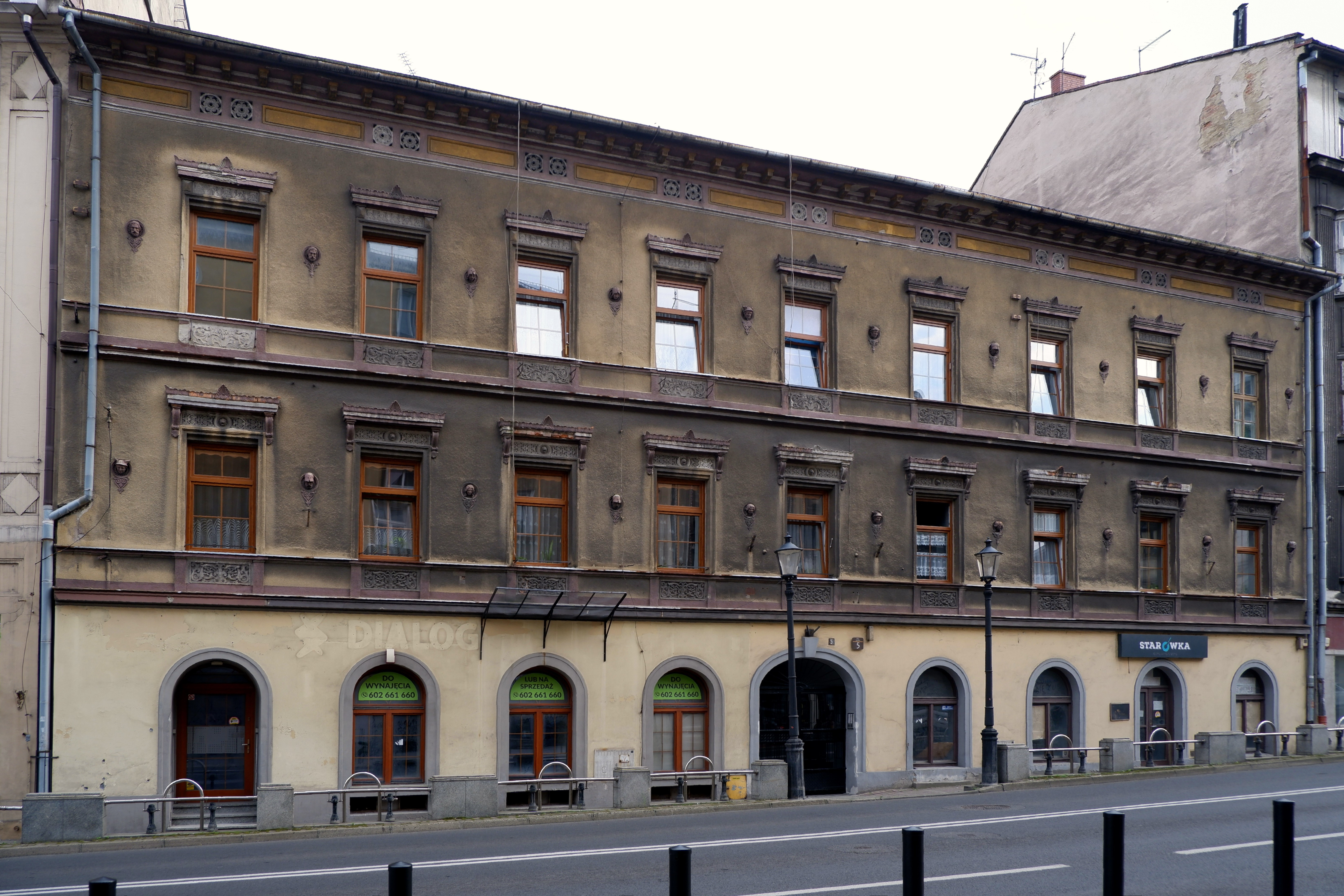
Plac Smolki 5

- nr 1 – kamienica w stylu neorenesansowym wybudowana w 1890 dla szewca Ludwiga Sachsa
- nr 2 – kamienica z 1912 o cechach secesyjnych wybudowana dla Sigmunda Fröhlicha
- nr 3 – kamienica wybudowana w 1920 w miejscu dawnego domu cechowego sukienników; po II wojnie światowej została nadbudowana o jedno piętro i utraciła pierwotne wczesnomodernistyczne cechy stylowe (z wyjątkiem portalu z herbem Bielska)
- nr 4 – kamienica w stylu secesyjnym wybudowana w 1911 dla właściciela pobliskiej fabryki włókienniczej Kurta Jankowskiego według projektu Ernsta Lindnera
- nr 5 – kamienica Halentów w stylu neorenesansowym z lat 70. XIX wieku, najstarszy obecnie budynek przy placu
- nr 6 – kamienica wczesnomodernistyczna wybudowana dla rodziny Mänhardt około 1915
- nr 7 – kamienica w stylu secesyjnym wybudowana w 1905 dla złotnika Alfreda Schmidta według projektu Ernsta Lindnera i Theodora Schreiera

Pierzeja zachodnia nie należy do numeracji placu, lecz jest przyporządkowana do ulicy Barlickiego. Tworzą ją:
- Barlickiego 1 – kamienica projektu Maxa Fabianiego wybudowana w 1900 dla Kasy Oszczędności Miasta Bielska (połączona jest z sąsiednim budynkiem Wzgórze 19/3 Maja 2, która stanowił jej siedzibę); przez lata była kojarzona z mieszczącą się na I piętrze kawiarnią wiedeńską Karla Mikscha (Allegri) pod nazwą „Café de l'Europe”, w okresie międzywojennym prowadzona przez Josefa Bauera, później jako „Patria”; stanowi jeden z najbardziej charakterystycznych przykładów architektury secesyjnej w Bielsku-Białej, zachowały się oryginalne elementy wystroju, w tym polichromie sufitowe Rudolfa Glücklicha uzupełnione w latach 70. XX wieku o malowidła ścienne autorstwa Elżbiety Bińczak-Handerek[11]

- Barlickiego 3 – kompleks mieszkalno-biurowy zbudowany w latach 1909–1910 w stylu secesyjnym według projektu Hansa Mayra i Theodora Mayera, którego integralną częścią jest pasaż łączący plac Smolki z placem Bolesława Chrobrego (pierwotnie Sparkassedurchgang/Pasaż Kasy Oszczędności, obecnie jako ulica Przechód)